# Новая неофициальная биография Летающего Лиса
«Новая неофициальная биография Летающего Лиса» (кит. 新飛狐外傳) — гонконгский художественный фильм 1984 года, экранизация романа Цзинь Юна «Неофициальная биография Летающего Лиса». Небольшую роль в картине сыграл актёр Лён Каянь, а автором сценария выступил Вон Чин.
Фильм получил благоприятные отзывы кинокритиков.

## Сюжет
Героев-меченосцев Ву Яттоу и Миу Яньфуна чествуют в мире боевых искусств, но презирают в правящей династии Цин. Два героя устраивают встречу ради дружеского поединка, несмотря на то, что по пути к Яньфуну Яттоу с женой попадает в засаду людей клана Тяньлун, верного династии. Хотя жена Яттоу на девятом месяце беременности, ей с лёгкостью удаётся справиться с нападавшими. Встретив Яттоу, Яньфун применяет свои навыки против гостя в бою, не подозревая, что его друг Тхинь Куайнун спит с его женой Нам Лань. Перед поединком Куайнун смазывает ядом лезвие меча Яньфуна, поэтому тот в поединке непреднамеренно убивает своего соперника. Родив сына, убитая горем жена Яттоу совершает самоубийство, из-за чего Яньфун принимает решение не брать в руки меч в течение десяти лет.
Много лет спустя сын Яттоу Ву Фэй по прозвищу Летающий Лис, проживая вместе с дядей Пхин Си, изучает боевые искусства из руководства своего погибшего отца. Его боевые искусства хороши, но парень всё равно проигрывает в схватке с боевой девушкой Юнь Чии. Позже Фэй наблюдает, как его соперница расправляется с лучшими бойцами местного клана, а затем скрывается с заслуженной золотой печатью. Фэй узнаёт, что Чии сражалась и завоевала печати остальных тринадцати кланов ради плана её учителя Миу, который хочет защитить людей из этих кланов от засады на предстоящей встрече в дворце Цин. Отыскав её учителя, Фэй винит его в убийстве своего дяди, не подозревая, что того подставили. Парень клянётся отомстить Яньфуну. Когда позже Яньфуна ослепляют ядовитым дымом в атаке, устроенной цинским чиновником Фукхонъонем, Чии убеждает парня отложить на время свою месть. Вместе они ищут лекарство, что приводит их в особняк, где девушка Чхин Линсоу хранит листья хризантемы, способные вылечить Яньфуна. Прогнав дядю хозяйки, Сэк Маньчаня, не желающего отдавать листья хризантемы, трое отправляются вылечивать слепого. Во время выздоровления Фэй решается убить героя, но тот делится своей точкой зрения по поводу смерти его отца и дяди, и в итоге оба договариваются сначала вместе предотвратить заговор против кланов и убить Куайнуна, а затем сразиться в поединке, чтобы парень наконец смог осуществить свою месть. Яньфун на встрече кланов публично раскрывает заговор, после чего развязывается битва, в ходе которой Фэй убивает Маньчаня, но сам получает отравление. Сбежав в укрытие, Линсоу на глазах у Чии спасает умирающего Фэя ценой собственной жизни. Во время решающей схватки двух бойцов умирающая Нам Лань подтверждает догадку Яньфуна о том, что Куайнун убил отца и дядю Фэя. Тут же приходит виновный с двумя мечами с поединка Яньфуна и Яттоу, зарытыми когда-то в могиле последнего, полностью уверенный в своей победе. Дуэлянты не могут одолеть соперника из-за его мечей. Ситуацию спасает Чии, отдавая свою жизнь ради победы над Куайнуном.

## В ролях
| Актёр       | Оригинальное имя персонажа | Кантонское чтение | Чтение на путунхуа |
| ----------- | -------------------------- | ----------------- | ------------------ |
| Алекс Мань  | 苗人鳳                     | Миу Яньфун        | Мяо Жэньфэн        |
| Кара Хуэй   | 袁紫衣                     | Юнь Чии           | Юань Цзыи          |
| Феликс Вон  | 胡斐                       | Ву Фэй            | Ху Фэй             |
| Дай Лянчунь | 程靈素                     | Чхин Линсоу       | Чэн Линсу          |
| Ку Куньчун  | 田歸農                     | Тхинь Куайнун     | Тянь Гуйнун        |
| Лён Каянь   | 胡一刀                     | Ву Яттоу          | Ху Идао            |
| Лю Юйпу     | 薛鵲                       | Сит Чхёк          | Сюэ Цюэ            |
| Майкл Тхон  | 福康安                     | Фукхонъонь        | Фуканъань          |
| Чань Сикай  | 南蘭                       | Нам Лань          | Нань Лань          |
| Лам Файвон  | 平四                       | Пхин Си           | Пин Сы             |
| Юань Цю     | 胡夫人                     | жена Ву Яттоу     | жена Ху Идао       |
| Чю Тхитво   | 石萬嗔                     | Сэк Маньчань      | Ши Ваньчэнь        |

## Восприятие
Эндрю Прагасам на сайте The Spinning Image объявляет фильм лучшей из нескольких киноадаптаций романа и считает, что режиссёр Лау Сию «проделывает отличную работу». Майк Бэннер, автор рецензий на ресурсе Far East Films, ставит фильму 4,5 звезды из 5, заключая, что «это захватывающий приключенческий боевик, набитый лучшим развлечением кунг-фу, однако из-за недостаточной глубины упускает более высокую оценку».

## Комментарии
1. ↑  В титрах фильма обозначена как Тай Пхуйлин (戴佩齡).